# La banda del brasiliano
La banda del brasiliano è un film del 2010 realizzato dal collettivo John Snellinberg, con Carlo Monni e Luke Tahiti.
Il film è stato girato tra il 2008 e il 2009 a Prato, Vaiano, Livorno e Napoli, con un budget molto ridotto (circa 2000 euro). Il film intende essere al tempo stesso una commedia amara a sfondo sociale e un omaggio ai poliziotteschi degli anni settanta. La banda del Brasiliano ha vinto il Concorso Opera Prima Italia 2010 del Lodi Città Film Festival

## Trama
Un gruppo di trentenni discoccupati e precari della provincia di Prato rapisce un impiegato comunale. Saranno l'Ispettore Brozzi (Carlo Monni) e il suo giovane assistente Vannini (Luke Tahiti) a cercare di fare luce sul caso: si scoprirà che i ragazzi hanno un movente molto bizzarro, e che si sono infilati senza volere in un gioco ben più grande di loro.

## Colonna sonora
La colonna sonora comprende brani originali di Calibro 35, Enri, Sam Paglia, Capiozzo & Mecco, La Band del Brasiliano, Pippo Guarnera e brani editi di Gallara, Appaloosa, Gatto Ciliegia contro il Grande Freddo, Dilatazione.
La tracklist dei brani in ordine di apparizione:
1. La polizia s'incazza (versione del Brasiliano) - Calibro 35
2. Clavinet Gt Chase (Title Track)- Courtesy of Flipper Music - Sam Paglia
3. Ap(p)ache - Courtesy of Urtovox Records - Appaloosa
4. E nessuno si farà del male - Calibro 35
5. Police Station - Capiozzo & Mecco
6. A Summer of Rage - La Band del Brasiliano
7. Il nascondiglio - La Band del Brasiliano
8. Aùn -Gallara
9. Funk Gigi - La Band del Brasiliano
10. Sex in the Sea - Capiozzo & Mecco
11. Esotika Erotika Psycotika - Gallara
12. Notte d'addio (Leit Motiv) - Enri
13. Uno come te - La Band del Brasiliano
14. Psyco Tunnel - Capiozzo & Mecco
15. Indagini a Napoli - La Band del Brasiliano
16. Qualcosa fuori dalla finestra - Gatto Ciliegia contro il Grande Freddo
17. Il Brasiliano - La Band del Brasiliano
18. Bossa Trovajola - Sam Paglia
19. Inseguimento - La Band del Brasiliano
20. Genco - Dilatazione
21. Randinin 350 mg Suspense - La Band del Brasiliano
22. Fat cat - Capiozzo & Mecco
23. Acid Shake Party - Sam Paglia
24. Notte d'addio (Main theme) - Enri
25. Brozzi's Theme - La Band del Brasiliano
26. Mr Bubble (End credits Track) - Capiozzo & Mecco